# خالد الشحي
خالد محمد عبيد الشحي مواليد 17 يوليو 1997، لاعب كرة قدم إماراتي يجيد اللعب في الوسط.

## مسيرة اللاعب
لعب سابقاً في نادي كلباء ونادي البطائح.

## روابط خارجية
- خالد الشحي على موقع Soccerway.com (الإنجليزية)